# Толиара
Толиара је једна од бивших провинција Мадагаскара са површином од 161 405 км², и са 2 430 100 становника. (по процени из 2004). Главни град провинције је Толиара.

## Географске карактеристике
Територијa Провинције Толиара се простире на југозападу Мадагаскара, уз обале Индијског океана и Мозамбичког канала.
Провинција Толиара граничи са Провинцијом Махајанга са севера, са Провинцијом Антананариво са северозапада и са Провинцијом Фианарантсоа са истока.

## Аминистративна подела
Провинција Толиара је административно подељена на четири регије (faritra):
- Регија Андрои подељена је на следеће дистрикте (фивондронана);
  - Амбовомбе Андрои
  - Бекили
  - Белоха
  - Циомбе
- Региа Аноси подељена је на три дистрикта
  - 1. Амбросари
  - 11. Бетрока
  - 18. Толанаро
- Регија Ацимо Адефана подељена је на девет дистрикта:
  - 3.Ампанихи
  - 4. Анказоабо
  - 8. Бененитра
  - 10. Бетиоки
  - 15. Моромбе
  - 17. Сакараха
  - 19. Толиара II
  - 20.Толиара I
- Регија Менабе подељена је на пет дистрикта:
  - 7. Белони Цирибихина
  - 12. Махабо
  - 13. Манја
  - 14. Миандривазо
  - 16. Морондава